# Бек, Андреас (футболист)
Андреас Бек (нем. Andreas Beck), при рождении Андрей Оскарович Бекк (род. 13 марта 1987, Кемерово) — немецкий футболист, защитник. Сыграл 9 матчей за сборную Германии.

## Карьера

### Клубная
Андреас Бек родился в советском городе Кемерово 13 марта 1987 года. В 1990 году, в возрасте трёх лет, переехал в Германию, в район Алена Вассеральфинген. Заниматься начинал в одноимённой команде района. В 1995 году в связи с переездом, стал тренироваться в команде из коммуны Кёнигсброн, которая входит в состав района Хайденхайм, который в свою очередь подчиняется административному округу Штутгарт. В течение пяти лет тренировался в «Кёнигсброне», после чего попал на заметку сотрудникам юношеского отдела известного немецкого клуба «Штутгарт», который является лучшим клубом земли Баден-Вюртемберг. В «Штутгарте» Андреас тренировался в течение также пяти лет, пройдя всевозможные юношеские команды. 1 июля 2005 года Бек подписал контракт со второй командой «швабов», которая выступала в Региональной лиге «Юг».
6 августа 2005 года Андреас дебютировал в Регионаллиге Зюд, в составе второй команды «швабов», в матче первого тура против «Кобленца». Поединок закончился вничью 2:2, Андреас вышел в основном составе и провёл на поле весь матч. Всего в первом сезоне за вторую команду провёл 12 матчей и забил один мяч. Тогдашняя команда «Штутгарта» изобиловала молодыми перспективными футболистами, уже тогда в составе выделялись Сами Хедира, Сердар Таски, Тобиас Вайс. Был среди них и Андреас Бек. Также в той команде поддерживал форму бывший игрок сборной Германии Даниэль Бирофка и знаменитый в прошлом нападающий «Гамбурга» и «Вольфсбурга» Марьян Ковачевич.
11 февраля Андреас дебютировал в основной команде «Штутгарта». Армин Фе, тогдашний главный тренер, заменил им выбывшего Андреаса Хинкеля. Дебют стал возможным также благодаря тому, что запасной защитник, коим был в то время Маркус Баббель был травмирован. Дебют в Бундеслиге пришёлся на гостевой матч 21-го тура против билефельдской «Арминии». Хотя матч и закончился поражением швабов со счётом 1:2, Андреас провёл на поле все девяносто минут, отметившись неплохой игрой. Следующий матч пришёлся на 31-й тур. То был гостевой поединок с франкфуртским «Айнтрахтом», который также закончился поражением со счётом 0:2. Маркус Баббель не мог тогда заменить ушедшего в московский «Спартак» Мартина Штранцля и в состав снова пришлось вводить Андреаса, который и провёл четыре последние игры сезона.
4 июля 2008 года он перешёл в «Хоффенхайм».
5 июля 2015 года Андреас Бек подписал контракт с турецким «Бешикташем» на 3 года. Сумма трансфера составила примерно 2 миллиона евро.

### В сборной
Дебютировал в сборной 5 февраля 2009 в игре против Норвегии, но дебют был смазан проигрышем немцев со счётом 1:0. К матчу против России Андреаса вызвали в состав, но он так и не вышел на поле. На чемпионат мира он не был включён в финальную заявку.

## Семья и связь с Россией
Андреас родился в Кемерово и при рождении получил имя Андрей, но у него сохраняются и другие связи с Россией. Мать зовут Мариной, отца — Оскар. Также у Андреаса есть брат Артур. Из русских родственников у Андреаса есть ещё бабушка, живущая в Санкт-Петербурге. Сам Андреас из литературы предпочитает читать Ницше и Достоевского. Любит слушать музыку в стиле рэп. Любимое блюдо — борщ.

## Достижения
«Штутгарт»
- Чемпион Германии: 2006/07

«Бешикташ»
- Чемпион Турции: 2015/16, 2016/17

Сборная Германии
- Чемпион Европы среди игроков до 21 года: 2009